# Sisyrinchium exalatum
Sisyrinchium exalatum är en irisväxtart som beskrevs av Benjamin Lincoln Robinson och Jesse More Greenman. Sisyrinchium exalatum ingår i släktet gräsliljor, och familjen irisväxter. Inga underarter finns listade i Catalogue of Life.